# Daungha
Daungha (en népalais : दौंघा) est un comité de développement villageois du Népal situé dans le district de Gulmi. Au recensement de 2011, il comptait 2 827 habitants.